# Stadion Mokhtar El-Tetsh
Stadion Mokhtar El-Tetsh – wielofunkcyjny stadion w Kairze. Wykorzystywany jest głównie do gry w piłkę nożną. Swoje mecze do czasu przeniesienia się na Cairo International Stadium rozgrywała na nim drużyna Al-Ahly. Pojemność stadionu wynosi 25,000 widzów.

## Nazwa
Nazwa stadionu wzięła się od słynnego egipskiego piłkarza Mahmouda Mokhtara El-Tetsha.